# فرانسيس كابرا
فرانسيس كابرا (بالإنجليزية: Francis Capra) مواليد 27 أبريل، 1983، مُمثل أمريكي، أشتهر بأداءه دور إيلي «ويفل» نافارو في مسلسل فيرونيكا مارس الذي عرض على قناة "UPN\CW" في عام 2004.

## حياته الشخصية
ولد فرانسيس في برونكس، نيويورك، في عام 1983، من أصول إيطالية ودومينيكانية.

## سيرته الفنية

### أعمال سينمائية
- فيرونيكا مارس (فيلم، 2014)

### أعمال تلفزيونية
- ذا أو سي (2003)
- دون أثر (2004)
- فيرونيكا مارس (2004-07)
- عقول إجرامية (2007)
- هيروز (2008)
- أبناء الفوضى (2008)
- كاسل (2009)

## وصلات خارجية
- الموقع الرسمي
- فرانسيس كابرا على موقع IMDb (الإنجليزية)
- فرانسيس كابرا على موقع روتن توميتوز (الإنجليزية)
- فرانسيس كابرا على موقع ألو سيني (الفرنسية)
- فرانسيس كابرا على موقع أول موفي (الإنجليزية)
- فرانسيس كابرا على موقع قاعدة بيانات الأفلام السويدية (السويدية)
- فرانسيس كابرا على موقع إن إن دي بي (الإنجليزية)
- فرانسيس كابرا على موقع قاعدة بيانات الفيلم (الإنجليزية)
- فرانسيس كابرا على موقع كينوبويسك (الروسية)